# Paroisse de Sackville
Ne doit pas être confondu avec Sackville (Nouveau-Brunswick).
La paroisse de Sackville est à la fois une paroisse civile et un ancien district de services locaux (DSL) canadien du comté de Westmorland, au sud-est du Nouveau-Brunswick. Dans le cadre de la réforme de la gouvernance locale du 1er janvier 2023, le territoire du DSL a été réparti entre la ville de Tantramar et le district rural de Sud-Est.

## Toponyme
La paroisse de Sackville est nommée ainsi en l'honneur de George Germain, 1er vicomte Sackville, qui fut commandant des forces britanniques et secrétaire colonial de 1775 à 1782.

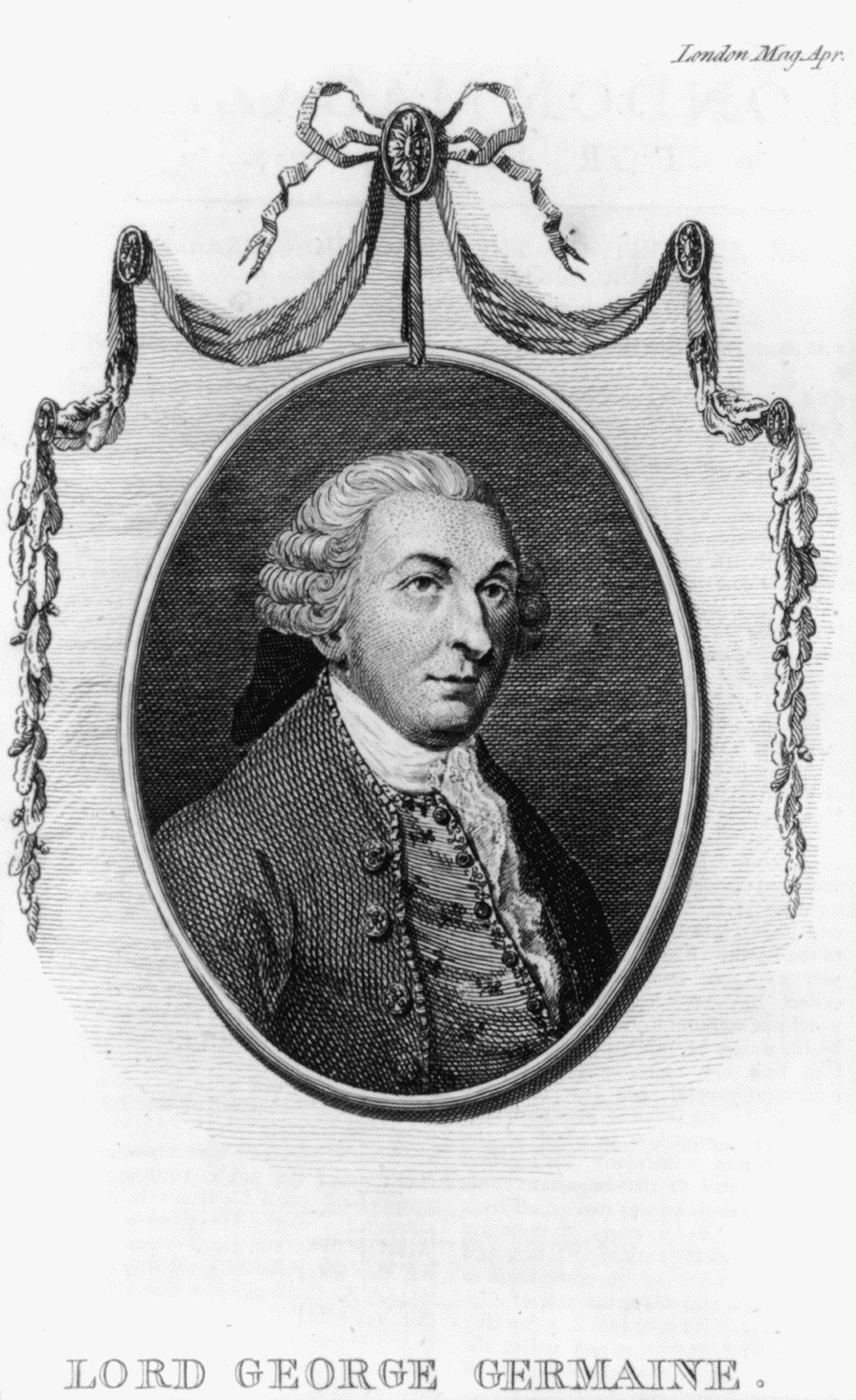
Le vicomte Sackville.

## Géographie

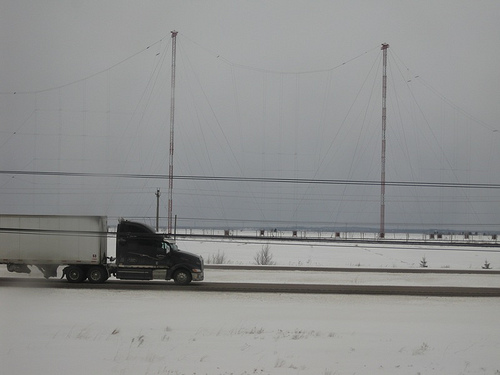
Le marais de Tintamarre et les antennes de Radio-Canada International.

Le DSL est situé dans la région de Beaubassin. Il comprend deux principales régions, soit le marais de Tantramar, à l'est, et le cap Maringouin, à l'ouest.
Sackville comprend plusieurs hameaux. Sur le cap, il y a Rockport, Lower Rockport, Upper Rockport et Johnson's Mills. C'est une région où il y a beaucoup de maisons en ruine.
Au sud de la ville de Sackville, il y a Wood Point.
Dans le marais, il y a Brooklyn Road, Centre Village, Cookville, Midgic et Ward.
La péninsule du cap Maringouin est desservie uniquement par des routes de terre.

## Histoire
La paroisse de Sackville est située dans le territoire historique des Micmacs, plus précisément dans le district de Sigenigteoag, qui comprend l'actuel côte Est du Nouveau-Brunswick, jusqu'à la baie de Fundy. Un important camp micmac a vraisemblablement déjà existé à Westcock et était relié par une piste à un autre camp près de Dorchester. Un autre camp était situé à Wood Point. La tradition orale soutient finalement que l'un des camps micmacs les plus importants était situé à Midgic, qui aurait même put être le site du conseil de la région. Le village moderne de Midgic, ou Midjic, est fondé avant 1812 par des fermiers de Sackville.
Le hameau de Westcock est fondé peu après 1700 par des Acadiens, sous le nom de Wescak ou Ouescak.  Les Britanniques détruisent le village en 1755, durant la déportation des Acadiens. Des anglophones en provenance de Sackville rétablissent le village vers 1770. Quelques Loyalistes grossissent la population après 1784.
Un hameau du nom de North Joggins est fondé près de Rockport par des Néo-brunswickois surtout originaires du comté afin d'exploiter la pierre de taille. Il est ensuite abandonné.
Cookville est fondé à la suite de l'expansion de Sackville. William F. Ganong répertorie un hameau du nom de Minringuin colonisé entre 1820 et 1850 par des gens originaires de Dorchester Cape et de Westcock. Centre Village est fondé vers 1860 par des colons originaires d'autres localités dans la paroisse de Sackville et dans la paroisse de Botsford.
Le chemin de fer de l'embranchement du Cap-Tourmentin, renommé chemin de fer du Nouveau-Brunswick et de l'Île-du-Prince-Édouard, est construit en 1883 de Sackville à Baie-Verte, puis allongé jusqu'à Cap-Tourmentin en décembre 1886, le tout afin de transporter les passagers et les marchandises en provenance ou à destination de l'Île-du-Prince-Édouard.
La municipalité du comté de Westmorland est dissoute en 1966. La paroisse de Sackville devient un district de services locaux en 1967.
Le chemin de fer du Nouveau-Brunswick et de l'Île-du-Prince-Édouard est abandonné en 1989.

## Démographie
D'après le recensement de Statistique Canada, il y avait 1266 habitants en 2001, comparativement à 1237 en 1996, soit une hausse de 2,3 %. La paroisse compte 522 logements privés, a une superficie de 578,28 km² et une densité de population de 2,2 habitants au km².
| 2001  | 2006  | 2011  | 2016  |
| ----- | ----- | ----- | ----- |
| 1 266 | 1 174 | 1 336 | 1 182 |

## Économie
Entreprise Sud-Est, membre du Réseau Entreprise, a la responsabilité du développement économique.

## Administration

### Comité consultatif
En tant que district de services locaux, la paroisse de Sackville est administré directement par le Ministère des Gouvernements locaux du Nouveau-Brunswick, secondé par un comité consultatif élu composé de cinq membres dont un président. Il n'y a actuellement aucun comité consultatif.

### Commission de services régionaux
La paroisse de Sackville fait partie de la Région 7, une commission de services régionaux (CSR) devant commencer officiellement ses activités le 1er janvier 2013. Contrairement aux municipalités, les DSL sont représentés au conseil par un nombre de représentants proportionnel à leur population et leur assiette fiscale. Ces représentants sont élus par les présidents des DSL mais sont nommés par le gouvernement s'il n'y a pas assez de présidents en fonction. Les services obligatoirement offerts par les CSR sont l'aménagement régional, l'aménagement local dans le cas des DSL, la gestion des déchets solides, la planification des mesures d'urgence ainsi que la collaboration en matière de services de police, la planification et le partage des coûts des infrastructures régionales de sport, de loisirs et de culture; d'autres services pourraient s'ajouter à cette liste.

### Représentation et tendances politiques
Nouveau-Brunswick: La paroisse de Sackville fait partie de la circonscription provinciale de Tantramar, qui est représentée à l'Assemblée législative du Nouveau-Brunswick par Megan Mitton, du Parti vert du Nouveau-Brunswick. Elle est élue en 2018.
 Canada: La paroisse de Sackville fait partie de la circonscription fédérale de Beauséjour. Cette circonscription est représentée à la Chambre des communes du Canada par Dominic LeBlanc, du Parti libéral.

### Ancienne administration paroissiale
|  | Indépendant | 193? - 19?? | James Smith C. Askley George |
|  | Indépendant | 1925 - 192? | C. C. Campbell Ashley George |

## Vivre dans la paroisse de Sackville
L'église St. Anne's de Westcock est une église anglicane. Le bureau de poste et le détachement de la Gendarmerie royale du Canada les plus proches sont situés à Sackville.
Les anglophones bénéficient des quotidiens Telegraph-Journal, publié à Saint-Jean et Times & Transcript, de Moncton. Ils ont aussi accès à l'hebdomadaire Sackville Tribune-Post, de Sackville. Les francophones bénéficient quant à eux du quotidien L'Acadie nouvelle, publié à Caraquet, ainsi que l'hebdomadaire L'Étoile, de Dieppe.

## Culture

### Personnalités
- Toler Thompson (1780-1846), agent de développement agricole, mort dans la paroisse de Sackville.

### La paroisse de Sackville dans la culture
Charles Roberts (1860-1943) s'inspire du hameau de Westcok et des environs pour plusieurs de ses œuvres, dont son autobiographie The Hearth that Knows (1906) et ses poèmes The Tantramar Revisisted et Westcock Hill, ce qui a poussé l'écrivain William Arthur Deacon (1895-1977) a décrit le hameau de Westcock comme « l'un des plus petits mais des plus importants lieux littéraires au Canada » (one of the smallest but most important litterary places in Canada).